# Jimmy Choo
Jimmy Choo (em chinês: 周仰杰, Penang, Malásia, 1961) é um designer de sapatos que trabalha em Londres, mais conhecido por seus trabalhos na Jimmy Choo Ltd.

## Prêmios
- 2000: recebeu um prêmio do Estado intitulado de Dato' by the Sultan of Pahang, na Malásia, local de suas realizações.
- 2002: conferidos uma OBE pela Rainha Elizabeth II, em reconhecimento de seus serviços para a indústria do calçado e da moda no Reino Unido.
- 2004: Premiado pelo Darjah Setia Pangkuan Negeri, título que recebeu das mãos de Yang di-Pertua Negeri, governador de seu estado natal de Penang, que também carrega o título Dato '.[2]
- Ganhou uma bolsa da Universidade das Artes de Londres, que atribui o uso do título Professor.